# Мухаммед I (сельджуцький султан)
Мухаммед I (*21 січня 1082 —5 квітня 1118) — 7-й султан Сельджуцької імперії (Великих Сельджуків) у 1105—1118 роках. Повне ім'я — Гіяс ад-Даула ад-Дін мухаммед ібн Малік-шах.

## Життєпис

### Молоді роки
Походив з династії Сельджукидів. Син султана Малік-шаха I від наложниці Саферійє-хатун. Народився у 1082 році. При народженні отримав тюркське ім'я Тапар («Той, хто знаходить»), згодом отримавши мусульманське ім'я Мухаммед. Після смерті батька у 1092 році було призначено номінальним намісником (меліком) Аррані і Гянджі. Тут він здобув освіту від орудою військовиків-атабеків та вчених богословів. Втім про цей період життя Мухаммеда Тапара відомо замало, оскільки через малий вік на недосвідченість не втручався у боротьбу братів Махмуда I і Баркіярука, а згодом останнього зі стрийком Тутушем.

### Боротьба з Баркіяруком
У 1098 році до Мухаммеда тапара прибув колишній сельджуцький візир Мюєїд уль-Мульк, який підбурив Тапара до повстання проти султана Баркіярука. Мухаммед Тапар наказав припинити згадувати ім'я Баркіярука в п'ятничній молитві в своїх володіннях, що було рівнозначне оголошенню незалежності. Потім Тапар оголосив себе новим султаном Великих Сельджуків. Своїм візирів він призначив Мюєїда уль-Мулька. Зібравши війська, Мухаммед Тапар рушив на важливе місто Рей, який доволі швидко захопив.
У жовтні 1099 року було спрямовано вимогу халіфу аль-Мустазхіру надалі згадувати в п'ятничній молитві ім'я Мухаммеда Тапара. У листопаді вимогу було виконано. Проте у грудні Баркіярук домігся скасування цього рішення. Але вже напочатку 1100 року Тапар знову натиснув на халіфа, щоб той згадував його ім'я. У травні того ж року біля Хамадану відбулася битва, в якій Тапар здобув переконливу перемогу. В результаті цього війська Мухаммеда Тапара оволоділи усією Персією, крім Хузістана, та північним Іраком. Втім Тапар не поспішав вступати до Багдаду, обмежившись фактом визнанням халіфом його султанської гідності. Цей час було використано його суперником Баркіяруком для підготовки до нового наступу.
У квітні 1101 року відбулася друга битва при Гамадані, в якій Мухаммед Тапар зазнав нищівної поразки. Тапар втік до Горгана, де дістав підтримку брата Ахмеда Санджара, маліка Хорасана і Мавераннахра. Зібравши війська брати перейшли у наступ. Спочатку було захоплено важливе місто Дамган, після чого Тапар і Санджар підійшли до Рея, де перебував Баркіярук. В цей час останній розпустив більшу частину війська через нестачу коштів. Завдяки цьому Тапар легко захопив усю Персію, а згодом вступив до Багдаду, де знову його було визнано султаном.
після цих успіхів Санджар повернувся до своїх володінь, а Мухаммед Тапар деякий час залишався у Багдаді. У грудні 1101 року отримавши звістку про наступ Баркіярука, він вирішив рухатися на північ, де отримати додаткові війська. Біля міста Нігавенд Баркіярук наздогнав його. Розуміючи, що успішний результат бою малоймовірний, Мухаммед Тапар направив до Баркіяруку своїх послів з пропозицією про перемир'я. Посли були прийняті і 27 грудня 1101 року було підписано мирний договір, за яким султаном Великих Сельджуків визнавався Баркіярук, Мухаммед Тапар отримував Гянджу, Азербайджан, Діярбакир, Ель-Джезире (північна частина Месопотамії) і Мосул, Ахмед Санжар залишався володарем Хорасану і Мавераннахра, Санжар і Тапар визнали зверхність Баркіярука, Тапар повинен був сплатити останньому компенсацію у 1,3 млн динарів.
Незабаром договір було порушено і бойові дії поновилися. У лютому 1103 року відбулася нова битва між Баркіяруком і Мухаммедом біля Хлоя, результати якого достеменно невідомі: за одними переміг Баркіярук, за іншими — Тапар. Втім обидва були виснажені боротьбою. Тому почалися нові перемовини. У січні 1104 року було укладено новий мирний договір, за яким влада султана Баркіярука поширювалася на Джібаль, Фарс, Ісфаган, Рей, Хамадан, Хузестан і Багдад. Азербайджан, Діярбакир, Ель-Джезире, Мосул, Сирія та деякі інші арабські території передавалися Мухаммеду Тапар, який за матеріальним становищем вважався рівним Баркіяруку, у володіннях Тапар влада Баркіярука не визнавалася, його ім'я в п'ятничній молитві не згадувалося, після смерті Баркіярука султаном повинен стати Тапар, Баркіярук і Тапар зобов'язалися не перешкоджати військовикам у виборі правителя, якому вони бажали служити, Ахмед Санжар як мелік Мавераннахра і Хорасана ставав васалом Мухаммеда Тапара.

### Володарювання

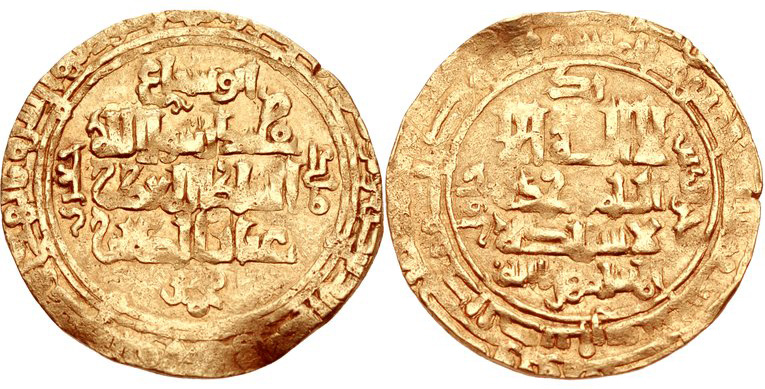
Монета султана Мухаммеда I

У 1105 році в Багдаді в порушення угоди з Баркіяруком було оголошено новим султаном сина останнього — Малік-шаха II. У відповідь з потужним військом Мухаммед Тапа рушив на Багдад. Його не наважилися чинити спротив. Тапар на початку лютого 1105 року прибув до Багдада. Опікун Малік-шаха II емір Аяз вжив заходів обережності і переніс ставку молодого султана за межі Багдада. Мухаммед Тапар зажадав визнати себе султаном і дав гарантії особистої безпеки Малік-шаху II, Аязу і сановникам, що служили малому султанові. На цих умовах 13 лютого 1105 року Мухаммеда Тапара було визнано султаном.
Незважаючи на свої обіцянки, султан Мухаммед I невдовзі наказав знищити усунув емірів, що служили Беркіяруку: 15 березня 1105 року було страчено еміра Аяза, у травні — візира Абу'л-Мехасін, незабармо заарештовано небожа-колишнього султана, якого засліплено. У 1105—1106 роках було запроторено до в'язниці онука султана Альп Арслана — Менгу-Парс бін Бері-Парса, який не бажав визнати владу Мухаммеда I. В цей час для зміцнення своєї влади оженився на доньці халіфа аль-Мустанзхіра.
Водночас намагався відновити силу центрального уряду. під час тривалих війн за владу низка емірів здобули самостійність, насамперед володар Гілле — Сейф аль-даула Садак бін Мез'єд. Боротьба тривала протягом 3 років. На початку березня 1108 року між містами Васиі і Гілле відбулася битва, в якій супротивник зазнав поразки, а сам Садак загинув.
Сазом з цим розпочав боротьбу проти роду Бавандидів на півночі Персії, які були прихильниками ісмаїлізму. Навесні 1107 року почалася облога фортеці Шандіз (Дізкух). Свого часу фортеця була зведена султаном Малік-шахом I, проте після його смерті захоплена Бавандидами. Лише в липні року завдяки зраді, в фортецю увійшли війська султана. За наказом Мухаммеда I фортеця була зруйнована, а правитель Бавандидів Шахріяр IV вимушений був надати війська й супроводжувати султана у подальшій кампанії проти інших ісмаїлітських князівств та володінь. Втім невдовзі боротьба проти Бавандидів поновилася, але завдяки шлюбу Каріна III Бавандида з донькою султана Мухаммеда I було досягнуто миру.
Слідом за цим війська Сельджуків рушив проти ісмаїлітської фортеці Аламут, яка була резиденція Хасан ас-Сабаха. У серпні 1109 року султан спрямував проти Аламуту війська на чолі із візиром Ахмед бін Нізам аль-Мульк. Війська взяли в кільце блокади фортецю і найближчі населені пункти. Було затримано і страчено велику кількість ісмаїлітів, проте з настанням зими облога з Аламуту була знята.
При цьому намагався відновити роботу відомств Сельджуцької імперії. Номінально Мухаммед I домігся визнання своєї зверхності від Сирійського султанату та брата Ахмеда Санджара, що правив Хорасаном. Втім останній мав повну самостійність, проводячи успішні кампанії проти Газневідів. У 1107 році Мухаммед I надав війська Ридвану, султану Алеппо, проти Килич-Арслана I, конійського султана, якого у битві при Хабурі було переможено та вбито. Протягом 1108—1111 років його війська завдали важких поразок Ташир-Дзорагетському царству на Кавказі.
1111 року оголосив джихад проти хрестоносців. У 1113 році спрямував військо проти Єрусалимського королівства, проте у битві при Аль-Саннабра воно зазнало поразки від короля Балдуїна I. Після цього Мухаммед I не намагався виступати проти хрестоносців, оскільки більше переймався справами в Персії та приборканням Конійського султанату. У 1115 року зібрав війська Великих Сельджуків, султанів Дамаску й Алеппо проти держав хрестоносців. Втім похід нічого не досяг.
У 1117 році вирішив знову захопити Аламут. Облога фортеці почалася в липні того ж року і тривала до березня 1118 року. Коли у вояків Хасана ібн ас-Сабаха вже не залишилося сил обороняти фортецю, прийшла звістка про смерть султана Мухаммеда I. Командувача сельджуцькими військами еміра Ануштегіна Ширгіра було викликано до столиці і облога була знята. Мухаммед I заповів трон старшому синові Махмуду II.

## Родина
- Махмуд (1104—1131), султан у 1118—1131 роках
- Тогрул (1109—1134), султан Іраку у 1132—1134 роках
- Масуд (1109—1152), султан у 1134—1152 роках
- Сулейман-шах (1118—1162), султан у 1153—1155 та 1160—1161
- Сельджук-шах (д/н—1139), малік Ісфагану та Хузістану
- Зайтун-хатун, дружина Арслан-шаха I, султана Кермана